# Завидовичі
Завидо́вичі — село в Україні, у Великолюбінській селищній громаді Львівського району Львівської області. Відстань до міста Городок становить 13 км, що проходить автошляхом місцевого значення. Відстань до найближчої залізничної станції Городок становить 13 км. Населення становить 810 осіб.

## Географія
Село Завидовичі розташоване на добрих чорноземних ґрунтах за 13 км на південь від районного центру та за 35 км від обласного центру.

## Історія
Перша письмова згадка про існування поселення датується 1443 роком, але перші поселення на території сучасного села слід датувати VII—VIII століттями, періоду розпаду родового ладу на нашій території. Науковці вважають, що саме у цей період виникли поселення, назви яких мають закінчення «-ичі». Назва ж самого села походить від праслов'янського імені Завид, що утворене від префіксального дієслова «завидѣти» та у перекладі значить — «заздрити». В «Літописі руському», близько 1128 року згаданий новгородський посадник Завид Дмитрович, а близько 1169 року — боярин Завид. Звідси й назва села — Завидовичі.
В давньоруські часи на території могло існувати укріплення. На цю думку наштовхує назва великого (близько 50 га) поля Острів, зафіксована в документі, датованому 1787 роком. Загадковим є походження назви Золота Гора.
Збереглись деякі матеріали. Зокрема, в акті люстрації 1565 року відзначено, що в Завидовичах мешкало 15 кметів на пів ланових наділах та 12 загородників. В селі була церква та корчма. Місцевий парох сплачував 2 золотих щорічно податку. Ці та інші прибутки, які становили 38 золотих, йшли до Городоцького замку. В селі також був фільварок, у якому вирощували різноманітне зерно, а також розводилася птиця, худоба, свині і робочі воли. Сільською громадою керував батальйон, який був звільнений від інших повинностей.
У 1665 році за актом люстрації зафіксовано різке погіршення економічного стану. Корчма вже не давала 24 золотих прибутку, а фільварок мав тільки 452 копи зібраного збіжжя.
Проте, станом на 1752 рік в селі вже була церква та два цвинтарі, але 1777 року розпочалося будівництво нової, яка носить ім'я архангела Михаїла. Планували побудувати велику церкву, але пан захотів будувати костел. І церкву таки збудували, але набагато меншу, ніж було задумано, бо викрали гроші. Будівництво церкви було завершено у 1786 році, першим парохом якої став Лушпинський.
У 1787 році австрійські чиновники склали так звану Йосифинську метрику села або ж перший земельний кадастр села Завидовичі, тобто подали детальний опис всіх сільських земель та їх власників. В Завидовичах тоді налічувалося 110 номерів та 53 різних прізвища селян. Серед найпоширеніших були прізвища Кіт, Зигар та Кобза. До села належало 2988 моргів різних сільськогосподарських угідь. З них понад 41 % належало панові, 182 морги — церкві, а решта — громаді. 31 % угідь становили луки, городи та пасовиська, решта — лише поля.
Зі свідчень літопису, у 1832 році парохом місцевої церкви був о. Матвій Громницький, у селі мешкає 800 греко-католиків та працює дяківська школа.
У 1859 році в Завидовичах працювала початкова тривіальна школа. Відвідували її всього 10 хлопчиків та 8 дівчаток. Вчитель Іван Леськович отримував від громади 231 золотий річної платні.
Станом на 1890 рік в Завидовичах налічувалася 161 хата, де мешкала 831 особа, а також 79 осіб мешкало у панському фільварку. За національною ознакою серед сільського населення переважали русини (українці) — 856 осіб, далі йшли поляки — 54 особи та юдеї — 30 осіб. У вересні 1891 року дев'ять сільських господарств знищила пожежа.
У 1896 році вийшла з друку книга К. Фалькевича «Монографія Городоцького повіту», де було вказано, що у панському фільварку в Завидовичах є гуральня, млин та хмелярня. В селі працювала однокласна українська школа. Володіння фільварку займали 9 км², а селянські — 5,11 км².

### Період хати-читальні
6 березня 1899 року до Львівського намісництва була подана заява-прохання з підписами 14 селян про надання дозволу на заснування в селі читальні «Просвіта». Підписи поставили: о. Валеріан Харлампович, Федір та Василь Маліновські, Андрій, Іван та Степан Васюти, Іван та Федір Фурдаси, Григорій Кравець, Олекса Козел, Андрій Николин, Григорій Яремчук та Степан Веремчук. Дозвіл був отриманий в хаті Андрія Николина, де відбувалися установчі збори, на яких було прийнято ще 22 особи. Дозвіл отримано 15 квітня, а вже 20 квітня — у хаті того ж Николина була відкрита селянська кооперативна крамниця з початковим капіталом 25 золотих.
У 1900 році читальня об'єднувала вже 50 осіб, з яких тридцять були неписьменними. Бібліотека налічувала близько ста книг, тридцять з яких подарував пан Едуард Завидовський-Вайсман, а двадцять чотири книги читальня закупила у Львові. Члени платили щорічні внески — по одній короні. До читальні надходив часопис «Свобода».
На початку ХХ століття у селі була непроста внутрішня ситуація, з цього приводу, 29 вересня 1908 року війт Василь Маційовський писав до «Просвіти» у Львові, що сільська читальня протягом кількох років не посилює діяльності та просив прислати делегата на загальні збори в селі, щоб оживити читальню. Такі збори відбулися 30 жовтня 1908 року, на них було обрано новий виділ: головою став Іван Маційовський, заступником Іван Пелька, касиром — Василь Маційовський. Одночасно було освячено новозбудований громадський дім, де розмістилася канцелярія та читальня. Львівська «Просвіта» вислала в подарунок новій читальні 70 книг.
По війні сільська читальня тривалий час не могла відновити своєї роботи. А у 1931 році до рідного села повернувся кравець Богдан Рудий із Самбора, котрий почав гуртувати людей, з метою відновлення діяльності читальні «Просвіта». 30 жовтня до воєводства надійшла заява на отримання дозволу для заснування тут читальні, яку підписали Богдан Рудий, Іван та Степан Жигарі, Дмитро та Микала Гавриляки, Стах Яремчик, Григорій Лаврик, Григорій Кокотко, Михайло Васильків, Григорій Юрчишин та о. Василь Сень.
27 грудня 1931 року відбулися установчі збори, на яких до читальні записалося 57 осіб. Головою обрали Г. Кокотка, секретарем — Г. Юрчишина. Вже у 1933 році читальня за 200 золотих закупила бібліотеку у 136 книг. При читальні працював аматорський куток (керівник Григорій Пачеха з Хишевич). В тому ж році був заснований мішаний хор з 39 учасників. Вистави проходили у великій стодолі Маційовських. Кошти з вистав та концертів йшли на підготовку будівництва нового будинку читальні та школи. В селі працювала молочарня кооперативу «Єдність» та гурток «Сільський господар». Було 240 господарств, серед них — 5 польських та 2 єврейських. Євреї тримали крамнички. Існувала 3-класна школа.
1934 року читальня мала вже 170 осіб, але 31 травня того ж року староство несподівано заборонило діяльність читальні і вона відновила свою діяльність лише за рік. Приводом до заборони стали дві доповіді, виголошені тут без відома польської влади. Керівників читальні звинуватили ще й у тому, що в лютому 1934 року тут були розповсюджені листівки з текстом забороненої пісні. Поступово читальня активізувала роботу. Ставилися вистави, одночасно йшло будівництво нового двоповерхового будинку. Співпрацювали з громадами сіл Поріччя, Зашковичі, Хишевичі.
Але початок другої світової війни повернув розвиток історичних подій в інше русло.

## Населення

### Мова
Розподіл населення за рідною мовою за даними перепису 2001 року:
| Мова       | Кількість | Відсоток |
| ---------- | --------- | -------- |
| українська | 918       | 100%     |

## Відомі люди
- Кравець Іван Ілліч — український радянський діяч, селянин, голова сільської ради села Завидовичі Городоцького району, голова Городоцького райвиконкому Львівської області. Депутат Верховної Ради УРСР 1-го скликання від Львівської області.
- Мацієвський Ярослав Григорович (1935—2013) — український майстер художнього скла.
- Юринець Володимир Євстахович (1943—2012) — український вчений-інформатик.